# Bedřich Vilém z Magni
Bedřich Vilém z Magni (německy Wilhelm von Magnis, původně Friedrich Wilhelm von Magnis (1787, Božkov - 1851) byl slezský šlechtic, hrabě z rodu Magnisů, velkostatkář a průmyslník. 

## Život

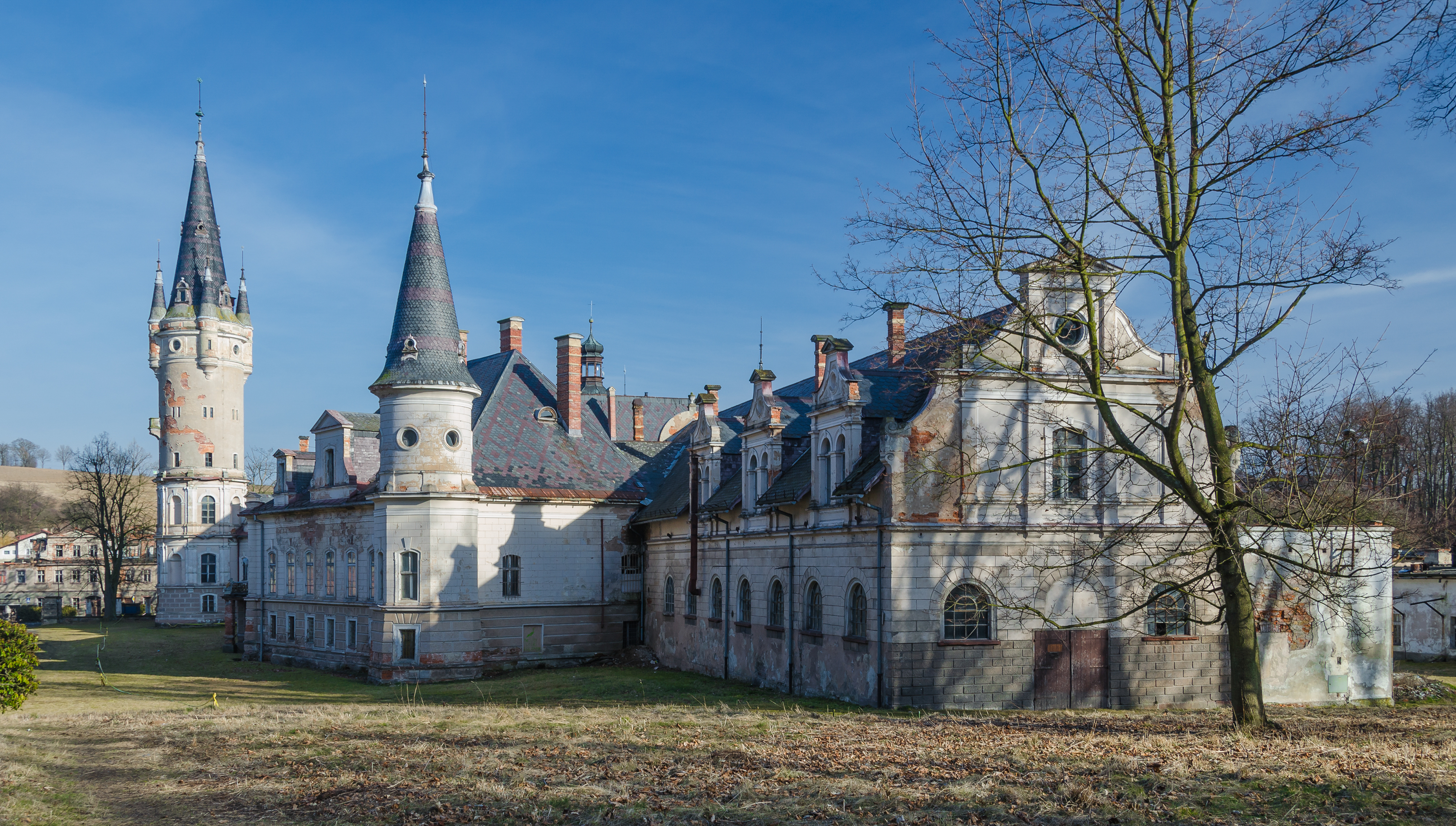
Zámek v Bożkówě - hlavní sídlo rodu Magnisů

Narodil se roku 1787 v Bożkówě jako mladší syn Antonína Alexandra z Magni a jeho manželky Antonie Alexandry Luisy z Götzenu.
Po otcově smrti se s bratrem Antonínem dohodli na rozdělení dědictví. Bedřichu Vilémovi připadlo panství v Kladských Oldřichovicích a Antonínovi připadla panství Božkov, Nová Ruda, Střední Stínavka, Vambeřice, Červenčice, Vojeboř a Voliboř.
Spolu s bratrem navázali na otcovu práci a pokračovali v hospodaření. V roce 1835 spolufinancoval mj. rozšíření cukrovaru v Božkově. 

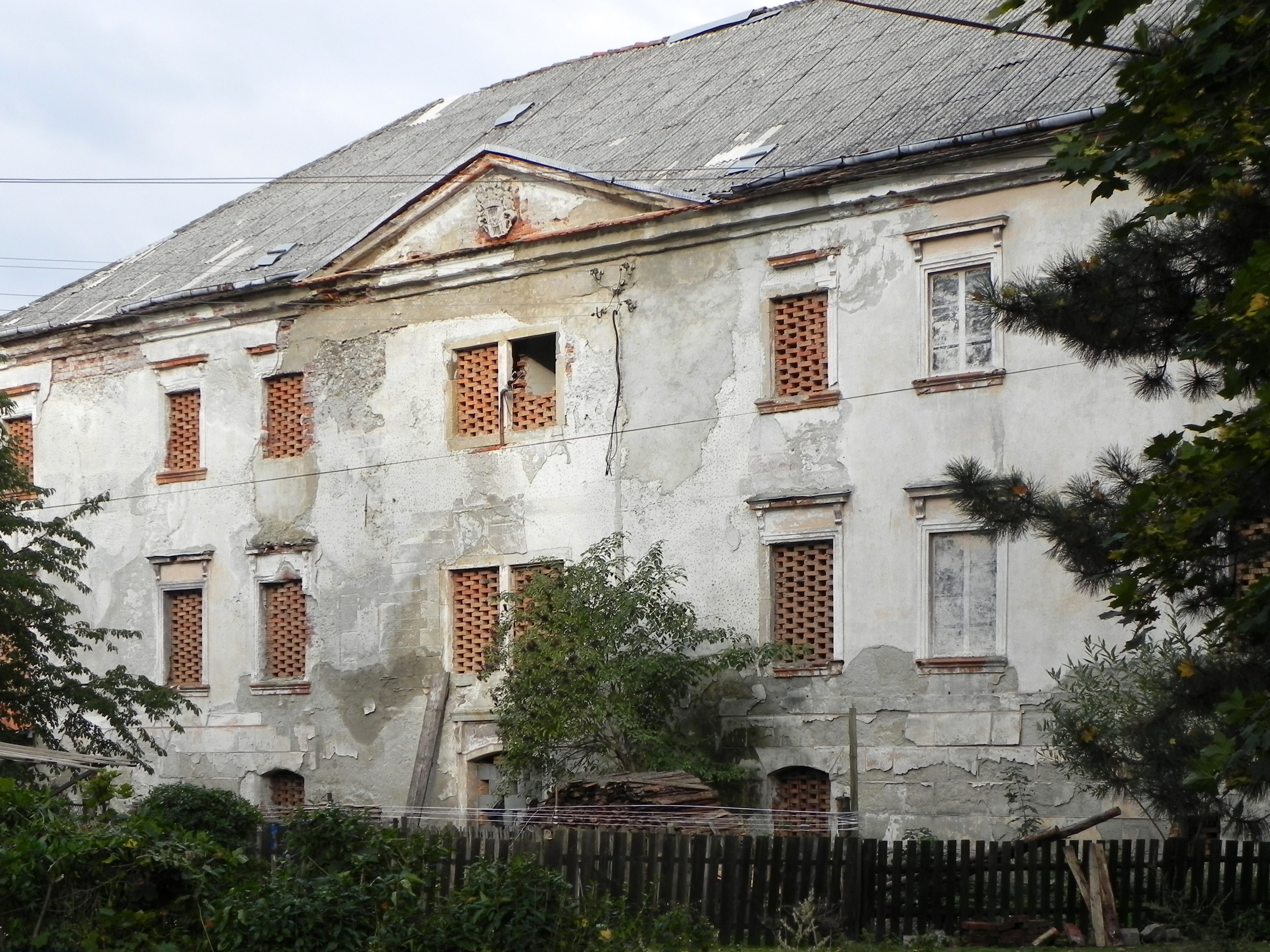
Palác v Kladských Oldřichovicích

V roce 1822 dal svolení Hermannu Dietrichu Lindheimovi, aby na pozemcích v Kladských Oldřichovicích, které mu prodal, zřídil přádelnu bavlny. Hermann Dietrich Linheim byl úspěšný obchodník s vlněnou přízí a v roce 1825 jako první v Evropě zavedl mechanické spřádání příze. Pro pohon textilních strojů a vyhřívání budov zavedl parní pohon a pro výrobu textilních stojů vybudoval strojírny a slévárny pro výrobu kotlů a parních strojů.
Hrabě Bedřich Vilém z Magni zemřel v roce 1851.